# 西宮七園

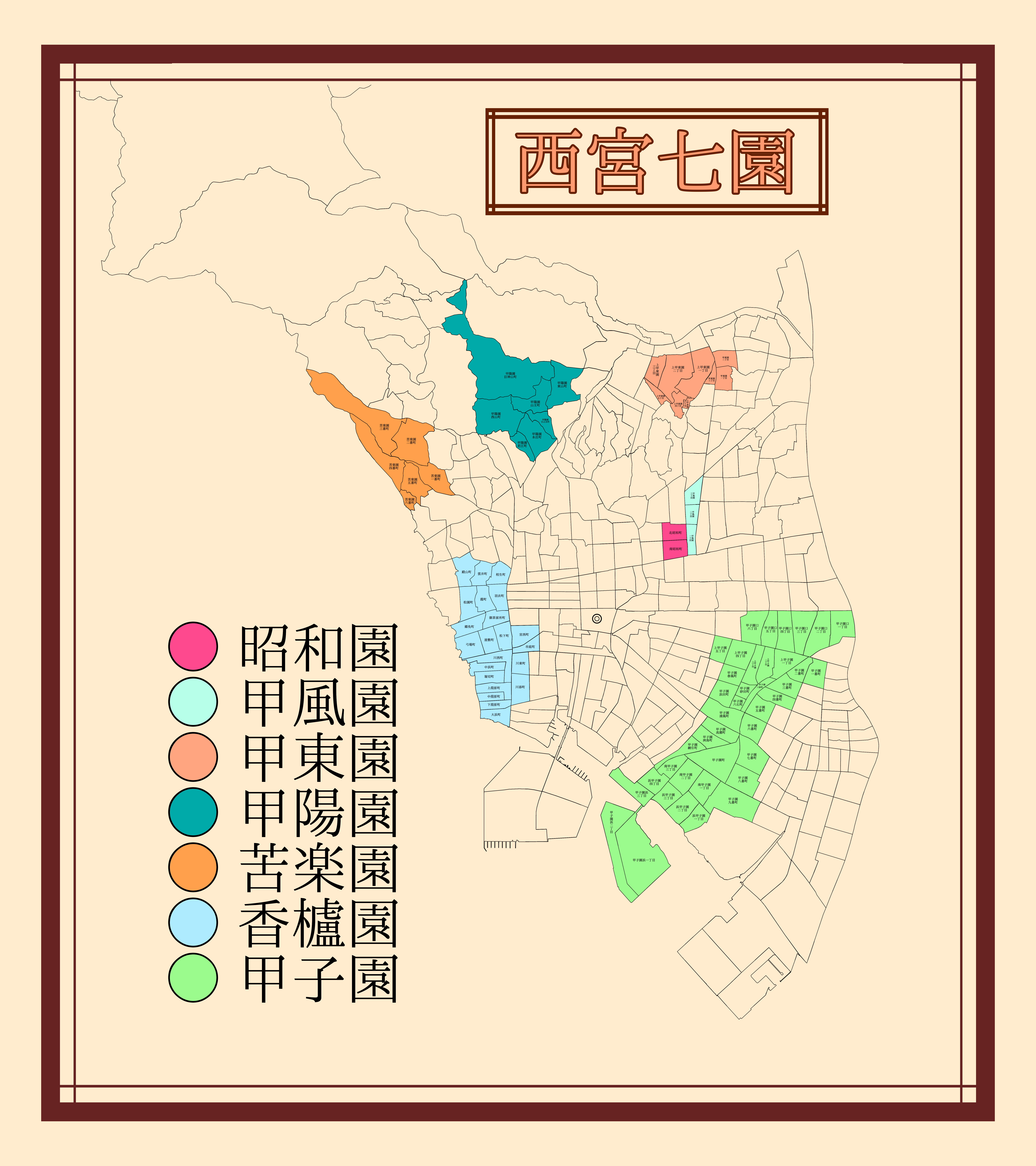
「西宮七園」地図

西宮七園（にしのみやななえん）は、兵庫県西宮市にある七つの「園」のつく高級住宅街の総称。
関西の代表的な高級住宅街として知られている。甲子園、昭和園、甲風園、甲東園、甲陽園、苦楽園、香櫨園の七つから成る。
いずれも大正から昭和初期にかけて、交通・環境とも恵まれた場所に開発された。開発元はそれぞれ異なるが、なかには阪神電気鉄道や阪急電鉄（現：阪急阪神ホールディングス）が乗客誘致を図るため自ら開発したものもある。
現在では、財界人や文化人の邸宅が多く建ち並ぶ阪神間モダニズム文化圏を代表するブランド住宅街を形成している。
なお「甲」がつく地名が多いが、甲子園を除いてその名称は西宮北西部にある甲山に因むものである。甲子園については、地名の由来となった大運動場（現在の阪神甲子園球場）の完成した1924年が、十干十二支の甲子の年であったことに由来する。